# Uwe Preuss

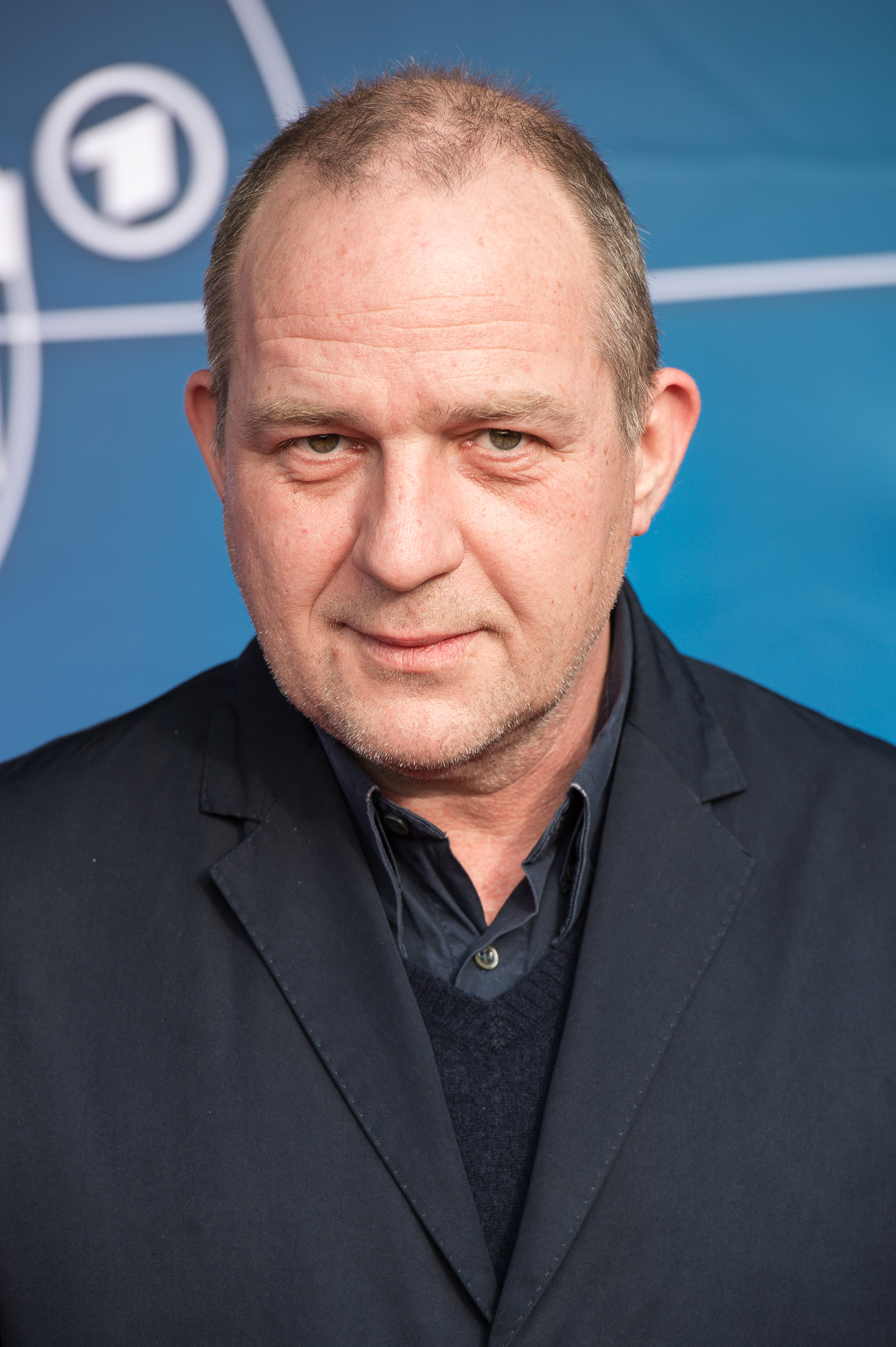
Uwe Preuss – 2015

Uwe Preuss (* 1961 in Dresden) ist ein deutscher Schauspieler und Autor.

## Leben
Uwe Preuss verbrachte seine Kindheit in São Paulo, Brasilien, da sein Vater dort als Ingenieur tätig war. Wieder in der DDR erlernte Preuss den Beruf des Industriekaufmannes. 1984 stellte er einen Ausreiseantrag. 1985 konnte er ausreisen und kam nach West-Berlin zum Schauspielstudium (1986 bis 1990) an die Hochschule der Künste. Im Februar 1986 reiste er mit einer Freundin heimlich von Prag aus nach Dresden zum HfBK-Fasching ein.
Ab 1992 war Preuss am Staatsschauspiel Dresden engagiert und ab 1995 am Berliner Ensemble. Seit 2005 arbeitet er als freier Schauspieler in Film, Fernsehen, Hörspiel und Theater. Gastauftritte hatte er an der Schaubühne am Lehniner Platz, am Maxim-Gorki-Theater und an der Volksbühne Berlin.
Bekannte Fernsehrollen sind „Henning Röder“, der Leiter der Mordkommission in den Rostocker Fällen der Reihe Polizeiruf 110 oder „Markus Fuchs“ in der Serie Deutschland.
2020 erschien sein literarisches Debüt  Katzensprung beim S. Fischer Verlag.
Preuss lebt in Wandlitz bei Berlin.

## Filmografie (Auswahl)
- 2004: SK Kölsch (Fernsehserie, Folge Von Bullen und Butlern)
- 2004, 2011: SOKO Wismar (Fernsehserie, 2 Folgen)
- 2007: R. I. S. – Die Sprache der Toten (Fernsehserie, Folge Die nackte Wahrheit)
- 2007: Tatort: Die Blume des Bösen (Fernsehreihe)
- 2008: Tatort: Und tschüss
- 2008: Tatort: Brandmal
- 2009: Bloch: Tod eines Freundes (Fernsehreihe)
- 2009: Tatort: Oben und unten
- 2009, 2014: Der Kriminalist (Fernsehserie, 2 Folgen)
- 2009: Polizeiruf 110: Die armen Kinder von Schwerin (Fernsehreihe)
- 2010: KDD – Kriminaldauerdienst (Fernsehserie, 2 Folgen)
- 2010: Im Angesicht des Verbrechens (Fernsehserie, 7 Folgen)
- seit 2010: Polizeiruf 110 → siehe Bukow und König
  - 2010: Einer von uns
  - 2010: Aquarius
  - 2011: Feindbild
  - 2011: …und raus bist du!
  - 2012: Einer trage des anderen Last
  - 2012: Stillschweigen
  - 2013: Fischerkrieg
  - 2013: Zwischen den Welten
  - 2014: Liebeswahn
  - 2014: Familiensache
  - 2015: Sturm im Kopf
  - 2015: Wendemanöver (1 + 2)
  - 2016: Im Schatten
  - 2017: Angst heiligt die Mittel
  - 2017: Einer für alle, alle für Rostock
  - 2017: In Flammen
  - 2018: Für Janina
  - 2019: Kindeswohl
  - 2019: Dunkler Zwilling
  - 2020: Söhne Rostocks
  - 2020: Der Tag wird kommen
  - 2021: Sabine
  - 2022: Keiner von uns
  - 2022: Seine Familie kann man sich nicht aussuchen
  - 2022: Daniel A.
  - 2023: Nur Gespenster
  - 2024: Diebe
  - 2025: Böse geboren
- 2011: Stubbe – Von Fall zu Fall: Kassensturz (Fernsehreihe)
- 2011: Kehrtwende (Fernsehfilm)
- 2011: Kriegerin
- 2011: Schreie der Vergessenen (Fernsehfilm)
- 2011: Tatort: Nasse Sachen
- 2012: Bella Block: Der Fahrgast und das Mädchen (Fernsehreihe)
- 2012: Kommissar Marthaler: Die Braut im Schnee (Fernsehreihe)
- 2012: Operation Zucker (Fernsehfilm)
- 2012: Tod einer Polizistin (Fernsehfilm)
- 2013: Tatort: Macht und Ohnmacht
- 2014: Die Pilgerin (Fernsehzweiteiler)
- 2014: Patong Girl
- 2014: Wir tun es für Geld (Fernsehfilm)
- 2014: Phoenix
- 2014: Schönefeld Boulevard
- 2015: Saboteure im Eis – Operation Schweres Wasser (Fernsehserie, 2 Folgen)
- 2015: Marie Brand und das Erbe der Olga Lenau (Fernsehreihe)
- 2015: SCHULD nach Ferdinand von Schirach (Fernsehserie, Folge Ausgleich)
- 2015: Deutschland 83 (Fernsehserie, 6 Folgen)
- 2015: Nachspielzeit (Fernsehfilm)
- 2015: Tatort: Der Himmel ist ein Platz auf Erden
- 2015: Tatort: Erkläre Chimäre
- 2016: Emma nach Mitternacht – Der Wolf und die sieben Geiseln
- 2016: Morgen hör ich auf (Fernsehserie, 4 Folgen)
- 2016: Jeder stirbt für sich allein (Alone in Berlin)
- 2016: Schweigeminute (Fernsehfilm)
- 2016: Haus ohne Dach
- 2016: SMS für dich
- 2016: Ein Fall für zwei (Fernsehserie, Folge Zerplatzter Traum)
- 2016: Spuren der Rache (Fernsehzweiteiler)
- 2016: Wilsberg: In Treu und Glauben (Fernsehreihe)
- 2017: Kommissarin Heller: Verdeckte Spuren (Fernsehreihe)
- 2017: Mein Blind Date mit dem Leben
- 2017: Letzte Spur Berlin (Fernsehserie, Folge Überlebenstrieb)
- 2017: Der gleiche Himmel (Fernsehdreiteiler)
- 2017: Der König von Berlin (Fernsehfilm)
- 2017: Willkommen bei den Honeckers (Fernsehfilm)
- 2017: Eine Braut kommt selten allein (Fernsehfilm)
- 2017: Zarah – Wilde Jahre (Fernsehserie, 6 Folgen)
- 2017: Dieses bescheuerte Herz
- 2017: Ein starkes Team: Familienbande (Fernsehreihe)
- 2017: Tatort: Level X
- 2018: Atlas
- 2018: Ku’damm 59 (Fernsehdreiteiler, Teil 1)
- 2018: Deutschland 86 (Fernsehserie, 10 Folgen)
- 2018: 4 Blocks (Fernsehserie, 3 Folgen)
- 2018: Amokspiel (Fernsehfilm)
- 2018: Dogs of Berlin (Fernsehserie, 3 Folgen)
- seit 2018: Ein Fall für Dr. Abel (Fernsehreihe)
  - 2018: Zersetzt
  - 2019: Zerschunden
  - 2019: Zerbrochen
- 2019: Helen Dorn: Nach dem Sturm (Fernsehreihe)
- 2019: Sweethearts
- 2019: Walpurgisnacht – Die Mädchen und der Tod (Fernsehzweiteiler)
- 2019: Tatort: Das Nest
- 2019: Tatort: Nemesis
- 2019: Im Niemandsland
- 2019–2021: Check Check (Fernsehserie, 26 Folgen)
- 2020: Exil
- 2020: Die Getriebenen
- 2020: Betonrausch (Fernsehfilm)
- 2020: Deutschland 89 (Fernsehserie, 8 Folgen)
- 2020: Toubab
- 2021: Charité (Fernsehserie, 6 Folgen)
- 2021: Gefährliche Wahrheit
- 2021: Furia (Fernsehserie)
- 2021: Wolfsland: Böses Blut
- 2021: Ein starkes Team: Die letzte Runde
- 2021: Der Palast (Miniserie, 6 Folgen)
- 2022: Das Begräbnis
- 2022: Tatort: Finsternis
- 2022: Die Känguru-Verschwörung
- 2022: Lauchhammer – Tod in der Lausitz (Fernsehserie, 6 Folgen)
- 2022: Die Bürgermeisterin
- 2022: Erzgebirgskrimi: Ein Mord zu Weihnachten (Fernsehreihe)
- 2023: Asbest (Serie)
- 2023: Tod am Rennsteig – Auge um Auge (Fernsehfilm)
- 2023: Deutsches Haus (Miniserie, 5 Folgen)
- 2024: Testo (Fernsehserie)
- 2024: Das Signal
- 2024: Zwei zu eins
- 2024: Tatort: Unter Feuer (Fernsehreihe)
- 2024: Tödliche Schatten
- 2025: Tod am Rennsteig – Haus der Toten (Fernsehreihe)
- 2025: Polizeiruf 110: Tu es!

## Hörspiele (Auswahl)
- 1989: Matthias Zschokke: Brut – Regie: Jörg Jannings (Hörspiel – RIAS)
- 1989: Oskar Sala, Meister des Trautoniums – Regie: Ursula Weck (Hörspiel – Sender Freies Berlin)
- 1991: Christoph Twickel: Die Vulkanisten – Regie: Christiane Ohaus (Hörspiel – RIAS)
- 1996: Stefan Amzoll: Ich bin das Auge – Regie: Wolfgang Rindfleisch (Hörspiel – Deutschlandradio)
- 2001: Tom Peukert: Der teuerste Kopf der Welt – Regie: Beate Andres (Hörspiel – Sender Freies Berlin)
- 2001: Michael Koser: Film Noir – Regie: Beate Andres (Kriminalhörspiel – Deutschlandradio)
- 2003: Bill Moody: Solo Hand – Regie: Bärbel Jarchow-Frey (Kriminalhörspiel – Deutschlandradio)
- 2016: John Dos Passos: Manhattan Transfer – Regie: Leonhard Koppelmann (Hörspielserie – Südwestrundfunk / Deutschlandradio)
- 2018: Katja Röder: Im Königreich Deutschland, ARD Radio Tatort –  Regie: Alexander Schuhmacher (Kriminalhörspiel – Südwestrundfunk)
- 2019: Dope – Text und Regie: Tim Staffel (Hörspielserie – Rundfunk Berlin-Brandenburg)
- 2019: Tom Peukert: Die Jahre aus Gold und Eis – Regie: Wolfgang Rindfleisch (Hörspielserie – Rundfunk Berlin-Brandenburg)
- 2020: Viviane Koppelmann: La Belle – Terror auf der Tanzfläche – Regie: Eva Solloch (Hörspiel – Deutschlandfunk Kultur)
- 2020: Tinnitus – Text und Regie: Max Benyo (Hörspielserie – Audible / Lauscherlounge)
- 2021: Robin Polák: Makel – Regie: Johannes Schroeder (Hörspielserie – FYEO Original / CZAR)
- 2021: Anthony Khaseria: Der Rattenfänger – Regie: Steffen Wilhelm (Hörspielserie – Audible Original)

## Preise und Auszeichnungen
- 2013: Best Actor  –  ÉCU The European Independent Film Festival   Paris